# سیارک ۱۶۳۲

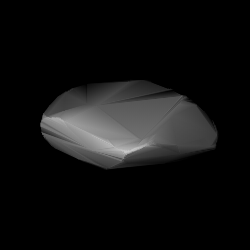
مدل سه‌بُعدی سیارک ۱۶۳۲ بر اساس منحنی نور آن

سیارک ۱۶۳۲ (به انگلیسی: 1632 Siebohme، نامگذاری:1941DF) هزار و ششصد و سی و دومین سیارک کشف شده‌است که در ۲۶ فوریه ۱۹۴۱ و در هایدلبرگ کشف شد.
قدر مطلق سیارک برابر ۱۱٫۳۰ است.